# Championnat de France de football de deuxième division 1978-1979
Navigation
Division 2 1977-1978 Division 2 1979-1980
Le Championnat de France de football Division 2 1978-1979 a été remporté par les amateurs du Football Club de Gueugnon.  La montée impliquait l'adhésion au professionnalisme. Ce statut fut refusé par le club qui souhaita rester amateur et en seconde division.

## Les 36 clubs participants
| Groupe A - Athletic Club Ajaccien - Olympique d'Alès - AC Arles - Association de la jeunesse auxerroise - Olympique avignonnais - Racing Club Franc-Comtois de Besançon - Association Sportive de Béziers - Association sportive de Cannes football - ECAC Chaumont - SAS Épinal - FC Gueugnon - FC Martigues - EDS Montluçon - Montpellier PSC - SR Saint-Dié - Troyes AF - Sporting Club de Toulon - Toulouse FC | Groupe B - Amiens SC - AS Angoulême - Amicale de la Jeunesse Blesoise - Union Sportive Boulonnaise - Stade brestois - La Berrichonne de Châteauroux - USL Dunkerque - EA Guingamp - RC Lens - Limoges FC - Amicale de Lucé - US Melun - FC Mulhouse - Union Sportive d'Orléans - Stade quimpérois - Stade rennais FC - FC Rouen - Football Club de Tours |

## Classement final Groupe A
| Rang | Équipe                | Pts | J  | G  | N  | P  | Bp | Bc | Diff |
| ---- | --------------------- | --- | -- | -- | -- | -- | -- | -- | ---- |
| 1    | FC Gueugnon           | 46  | 34 | 18 | 10 | 6  | 68 | 40 | +28  |
| 2    | Olympique avignonnais | 46  | 34 | 19 | 8  | 7  | 47 | 27 | +20  |
| 3    | AS Béziers            | 43  | 34 | 19 | 5  | 10 | 55 | 31 | +24  |
| 4    | AJ Auxerre            | 42  | 34 | 19 | 4  | 11 | 56 | 38 | +18  |
| 5    | RCFC Besançon         | 42  | 34 | 18 | 6  | 10 | 45 | 28 | +17  |
| 6    | Montpellier PSC       | 40  | 34 | 17 | 6  | 11 | 57 | 43 | +14  |
| 7    | FC Martigues          | 37  | 34 | 16 | 5  | 13 | 62 | 49 | +13  |
| 8    | AS Cannes             | 36  | 34 | 13 | 10 | 11 | 38 | 40 | -2   |
| 9    | EDS Montluçon         | 33  | 34 | 10 | 13 | 11 | 36 | 35 | +1   |
| 10   | Toulouse FC           | 33  | 34 | 13 | 7  | 14 | 42 | 53 | -11  |
| 11   | ECAC Chaumont         | 33  | 34 | 10 | 13 | 11 | 36 | 49 | -13  |
| 12   | SC Toulon             | 30  | 34 | 12 | 6  | 16 | 42 | 43 | -1   |
| 13   | SR Saint-Dié          | 30  | 34 | 10 | 10 | 14 | 33 | 41 | -8   |
| 14   | Olympique d'Alès      | 28  | 34 | 12 | 4  | 18 | 40 | 52 | -12  |
| 15   | Gazélec Ajaccio       | 28  | 34 | 11 | 6  | 17 | 36 | 53 | -17  |
| 16   | SAS Épinal            | 25  | 34 | 9  | 7  | 18 | 40 | 52 | -12  |
| 17   | Troyes AF             | 24  | 34 | 7  | 10 | 17 | 33 | 44 | -11  |
| 18   | AC Arles              | 16  | 34 | 5  | 6  | 23 | 24 | 72 | -48  |

 Victoire à 2 points
Refus d'accession du FC Gueugnon

## Classement final Groupe B
| Rang | Équipe           | Pts | J  | G  | N  | P  | Bp | Bc | Diff |
| ---- | ---------------- | --- | -- | -- | -- | -- | -- | -- | ---- |
| 1    | Stade brestois   | 54  | 34 | 25 | 4  | 5  | 69 | 22 | +47  |
| 2    | RC Lens          | 51  | 34 | 21 | 9  | 4  | 74 | 26 | +48  |
| 3    | USL Dunkerque    | 46  | 34 | 17 | 12 | 5  | 51 | 29 | +22  |
| 4    | Tours FC         | 43  | 34 | 15 | 13 | 6  | 53 | 39 | +14  |
| 5    | FC Rouen         | 37  | 34 | 17 | 7  | 10 | 52 | 44 | +8   |
| 6    | Limoges FC       | 37  | 34 | 14 | 9  | 11 | 37 | 32 | +5   |
| 7    | Stade rennais FC | 36  | 34 | 13 | 10 | 11 | 43 | 33 | +10  |
| 8    | EA Guingamp      | 36  | 34 | 12 | 12 | 10 | 35 | 39 | -4   |
| 9    | US Orléans       | 34  | 34 | 13 | 8  | 13 | 36 | 42 | -6   |
| 10   | LB Châteauroux   | 33  | 34 | 11 | 11 | 12 | 32 | 36 | -4   |
| 11   | Amicale de Lucé  | 32  | 34 | 13 | 6  | 15 | 41 | 46 | -5   |
| 12   | AS Angoulême     | 31  | 34 | 9  | 13 | 12 | 33 | 36 | -3   |
| 13   | Stade Quimpérois | 29  | 34 | 11 | 7  | 16 | 46 | 56 | -10  |
| 14   | FC Mulhouse      | 29  | 34 | 11 | 7  | 16 | 33 | 43 | -10  |
| 15   | AAJ Blois        | 28  | 34 | 9  | 10 | 15 | 39 | 57 | -18  |
| 16   | US Boulogne      | 21  | 34 | 7  | 7  | 20 | 33 | 53 | -20  |
| 17   | US Melun         | 18  | 34 | 6  | 6  | 22 | 28 | 64 | -36  |
| 18   | Amiens SC        | 17  | 34 | 3  | 11 | 20 | 28 | 66 | -38  |

 Victoire à 2 points

## Barrages

### Barrage de promotion
- Match entre deuxième : Olympique avignonnais - RC Lens 2-0 / 1-4 ap (3-4)
- Barrage D1-D2 : Paris FC (D1) - RC Lens (D2) 0-0 / 0-0 ap (0-0) (t.a.b. 0-3)

### Match des champions
- Match des champions : Stade brestois - FC Gueugnon 1-2* / 0-1 (1-3)

 *  à Quimper

## Tableau d'honneur
- Montent en D1 : Stade brestois, RC Lens
- Descendent en D2 : Stade de Reims, Paris FC
- Montent en D2 : Le Havre AC, UES Montmorillon, US Nœux-les-Mines, US Tavaux, Thionville FC, CS Thonon
- Descendent en D3 : US Boulogne, US Melun, Amiens SC, SAS Épinal, ES Troyes AC, AC Arles

## Buteurs
| Place | Joueur            | Nationalité | Club                  | Buts | Groupe |
| ----- | ----------------- | ----------- | --------------------- | ---- | ------ |
| 1er   | Patrick Martet    | France      | Stade brestois        | 26   | Gr B   |
| 2e    | Antoine Trivino   | France      | FC Gueugnon           | 24   | Gr A   |
| 3e    | Jacques Castellan | France      | Stade quimpérois      | 22   | Gr B   |
| 4e    | Martin Maya       | Cameroun    | AS Béziers            | 22   | Gr A   |
| 5e    | Joaquim Martinez  | Argentine   | Olympique avignonnais | 18   | Gr A   |
| -     | Pascal Françoise  | France      | RC Lens               | 18   | Gr B   |